# تیم ملی فوتبال کیپ ورد
تیم ملی فوتبال کیپ ورد نماینده کشور کیپ ورد در مسابقات بین‌المللی و آفریقایی است که زیر نظر فدراسیون فوتبال کیپ ورد فعالیت می‌کند.
اولین بازی رسمی این تیم در تاریخ ۷ ژانویه ۱۹۷۹ میلادی در برابر تیم ملی فوتبال گینه بیسائو برگزار شده‌است.

## نتایج و fixtures
در زیر فهرستی از نتایج مسابقات در ۱۲ ماه گذشته و همچنین هر بازی آینده که برنامه‌ریزی شده‌است آورده شده‌است.
  برد
  تساوی
  باحت
  Fixture

### ۲۰۲۳
| ۲۴ مارس 2023 AFCON qualification | کیپ ورد | ۰–۰   | اسواتینی | پرایا، کیپ ورد                                                       |
| ۱۵:۰۰یوتی‌سی ۱-                   |         | گزارش |          | ورزشگاه: ورزشگاه ملی کیپ ورد داور: Charles Bulu (اتحادیه فوتبال غنا) |

| ۲۸ مارس 2023 AFCON qualification | اسواتینی | ۰–۱   | کیپ ورد          | نلسپرویت، آفریقای جنوبی                                              |
| ۱۵:۰۰یوتی‌سی ۲+                   |          | گزارش | - رایان مندس ۵۶' | ورزشگاه: ورزشگاه ام‌بومبل داور: Jean Ishimwe (فدارسیون فوتبال رواندا) |

| ۱۲ ژوئن بازی دوستانه | مراکش | ۰–۰   | کیپ ورد | رباط (مراکش), مراکش                    |
|                      |       | گزارش |         | ورزشگاه: ورزشگاه شاهزاده مولای عبدالله |

| ۱۸ ژوئن 2023 AFCON qualification | کیپ ورد                               | ۳–۱   | بورکینافاسو         | پرایا، کیپ ورد                                                           |
| ۱۵:۰۰یوتی‌سی ۱-                   | - به‌به ۷' - Fernandes ۶۷' - Clé ۹۰+۴' | گزارش | - ایسوفو دایو ۴۵+۳' | ورزشگاه: ورزشگاه ملی کیپ ورد داور: Haythem Guirat (فدراسیون فوتبال تونس) |

| ۱۰ سپتامبر 2023 AFCON qualification | توگو                                      | ۳–۲   | کیپ ورد                   | لومه، توگو                                                      |
| ۱۶:۰۰یوتی‌سی ۰±                      | - Denkey ۴۰' (پنالتی)، ۷۷' - Ouattara ۸۷' | گزارش | - Pina ۴' - Benchimol ۲۰' | ورزشگاه: ورزشگاه کگه داور: Ibrahim Mutaz (فدراسیون فوتبال لیبی) |

| ۱۲ اکتبر بازی دوستانه | الجزایر                                                                                   | ۵–۱   | کیپ ورد    | قسنطینه، الجزایر                                                            |
| ۲۰:۰۰یوتی‌سی ۱+        | - محمدالامین عموره ۱۲' - حسام عوار ۳۹'، ۴۱' - رامز زروقی ۶۱' - اسلام سلیمانی ۸۹' (پنالتی) | گزارش | - به‌به ۵۵' | ورزشگاه: Mohamed Hamlaoui Stadium داور: Mehrez Melki (فدراسیون فوتبال تونس) |

| ۱۷ اکتبر بازی دوستانه | کیپ ورد | ۱–۲   | کومور | ایستر، فرانسه            |
|                       |         | گزارش |       | ورزشگاه: Stade Parsemain |

| ۱۶ نوامبر 2026 World Cup qualification | کیپ ورد | ۰–۰   | آنگولا | پرایا، کیپ ورد                                                             |
| ۱۸:۰۰یوتی‌سی ۱-                         |         | گزارش |        | ورزشگاه: ورزشگاه ملی کیپ ورد داور: Youcef Gamouh (فدراسیون فوتبال الجزایر) |

| ۲۱ نوامبر 2026 World Cup qualification | اسواتینی | ۰–۲   | کیپ ورد                         | نلسپرویت، آفریقای جنوبی                                                   |
| ۱۵:۰۰یوتی‌سی ۲+                         |          | گزارش | - رایان مندس ۱۷' - Monteiro ۳۸' | ورزشگاه: ورزشگاه ام‌بومبل داور: Sabri Mohamed Fadul (اتحادیه فوتبال سودان) |

### ۲۰۲۴
| 10 January بازی دوستانه | تونس                                | ۲–۰                                   | کیپ ورد | تونس (شهر), تونس             |
| ۱۸:۳۰یوتی‌سی ۱+          | - الیاس آچوری ۱۲' - یوسف مساکنی ۵۳' | Report (Soccerway) Report (Eurosport) |         | ورزشگاه: ورزشگاه حمادی عقربی |

| ۱۴ ژانویه 2023 Africa Cup of Nations GS | غنا               | 1–2   | کیپ ورد                            | آبیجان، ساحل عاج |
| ۲۰:۰۰یوتی‌سی ۰±                          | الکساندر جیکو ۵۶' | گزارش | - Monteiro ۱۷' - گری رودریگز ۹۰+۲' | ورزشگاه: Felix Houphouet Boigny Stadium تماشاگران: ۱۱٬۹۴۳ داور: Jean-Jacques Ndala Ngambo (فدراسیون فوتبال جمهوری دموکراتیک کنگو) |

| ۱۹ ژانویه 2023 Africa Cup of Nations GS | کیپ ورد                                   | ۳–۰   | موزامبیک | آبیجان، ساحل عاج                                                                                            |
| ۲۰:۰۰                                   | - به‌به ۳۲' - رایان مندس ۵۱' - K. Pina ۶۹' | گزارش |          | ورزشگاه: Felix Houphouet Boigny Stadium تماشاگران: 5,794 داور: Samir Guezzaz (فدراسیون سلطنتی فوتبال مراکش) |

| ۲۲ ژانویه 2023 Africa Cup of Nations GS | کیپ ورد | ۲–۲ | مصر | یاموسوکرو، ساحل عاج                  |
| ۲۰:۰۰                                   |         |     |     | ورزشگاه: Charles Konan Banny Stadium |

| ۲۹ ژانویه 2023 Africa Cup of Nations R16 | کیپ ورد | v | TBD | آبیجان، ساحل عاج                        |
| ۲۰:۰۰                                    |         |   |     | ورزشگاه: Felix Houphouet Boigny Stadium |

| ژوئن 2026 FIFA WC Qualifier | کامرون | v | کیپ ورد | TBD, کامرون |

| ژوئن 2026 FIFA WC Qualifier | کیپ ورد | v | لیبی | TBD, کیپ ورد |

### ۲۰۲۵
| مارس 2026 FIFA WC Qualifier | کیپ ورد | v | موریس | TBD, کیپ ورد |

| مارس 2026 FIFA WC Qualifier | آنگولا | v | کیپ ورد | TBD, آنگولا |

| سپتامبر 2026 FIFA WC Qualifier | موریس | v | کیپ ورد | TBD, موریس |

| سپتامبر 2026 FIFA WC Qualifier | کیپ ورد | v | کامرون | TBD, کیپ ورد |

| اکتبر 2026 FIFA WC Qualifier | لیبی | v | کیپ ورد | TBD, لیبی |

| اکتبر 2026 FIFA WC Qualifier | کیپ ورد | v | اسواتینی | TBD, کیپ ورد |

## بازیکنان

### ترکیب کنونی
بازیکنان زیر برای رقابت‌های جام ملت‌های آفریقا ۲۰۲۳ در ۲۰۲۴ انتخاب شده‌اند.
بازی‌ها و گل‌ها به تاریخ ۱۹ ژانویه ۲۰۲۴، بعد از بازی مقابل تیم ملی فوتبال موزامبیک فهرست شده‌است.
| ش. | پست       | بازیکن                      | ت‌ت (سن)                 | بازی | گل | باشگاه                          |
| -- | --------- | --------------------------- | ----------------------- | ---- | -- | ------------------------------- |
|    | دروازه‌بان | Vozinha                     | ۳ ژوئن ۱۹۸۶ ‏(۳۸ سال)    | 69   | 0  | باشگاه ورزشی آ اس ترنچین        |
|    | دروازه‌بان | Márcio Rosa                 | ۲۳ فوریهٔ ۱۹۹۷ ‏(۲۸ سال)  | 1    | 0  | Anadia                          |
|    | دروازه‌بان | Dylan Silva                 | ۱۰ فوریهٔ ۱۹۹۹ ‏(۲۶ سال)  | 0    | 0  | Sintrense                       |
|    |           |                             |                         |      |    |                                 |
|    | مدافع     | استوپیرا (کاپیتان (فوتبال)) | ۲۰ مهٔ ۱۹۸۸ ‏(۳۶ سال)     | 58   | 3  | Boavista do Praia               |
|    | مدافع     | Pico                        | ۱۷ ژوئن ۱۹۹۲ ‏(۳۲ سال)   | 26   | 0  | باشگاه فوتبال شامروک روفرز      |
|    | مدافع     | Dylan Tavares               | ۳۰ اوت ۱۹۹۶ ‏(۲۸ سال)    | 19   | 1  | باشگاه فوتبال باستیا            |
|    | مدافع     | Diney                       | ۱۷ ژانویهٔ ۱۹۹۵ ‏(۳۰ سال) | 18   | 0  | باشگاه فوتبال البطائح           |
|    | مدافع     | João Paulo                  | ۲۶ مهٔ ۱۹۹۸ ‏(۲۶ سال)     | 18   | 1  | باشگاه فوتبال شریف تیراسپول     |
|    | مدافع     | لوگان کاستا                 | ۱ آوریل ۲۰۰۱ ‏(۲۳ سال)   | 12   | 0  | باشگاه فوتبال تولوز             |
|    | مدافع     | João Correia                | ۵ سپتامبر ۱۹۹۶ ‏(۲۸ سال) | 4    | 0  | گروه ورزشی شاوش                 |
|    | مدافع     | استیون موریرا               | ۱۳ اوت ۱۹۹۴ ‏(۳۰ سال)    | 4    | 0  | باشگاه فوتبال کلمبوس کرو        |
|    |           |                             |                         |      |    |                                 |
|    | هافبک     | Jamiro Monteiro             | ۲۳ نوامبر ۱۹۹۳ ‏(۳۱ سال) | 34   | 4  | باشگاه فوتبال سن خوزه ارث‌کوئیکز |
|    | هافبک     | Kenny Rocha Santos          | ۳ ژانویهٔ ۲۰۰۰ ‏(۲۵ سال)  | 26   | 1  | AEZ Zakakiou                    |
|    | هافبک     | Patrick Andrade             | ۹ فوریهٔ ۱۹۹۳ ‏(۳۲ سال)   | 16   | 0  | باشگاه فوتبال قره‌باغ            |
|    | هافبک     | Deroy Duarte                | ۴ ژوئیهٔ ۱۹۹۹ ‏(۲۵ سال)   | 15   | 0  | باشگاه فوتبال فورتونا سیتارد    |
|    | هافبک     | Cuca                        | ۹ ژانویهٔ ۱۹۹۱ ‏(۳۴ سال)  | 10   | 0  | باشگاه ورزشی لیریا              |
|    | هافبک     | Kevin Pina Lenini           | ۲۷ ژانویهٔ ۱۹۹۷ ‏(۲۸ سال) | 8    | 2  | باشگاه فوتبال کراسنودار         |
|    | هافبک     | Laros Duarte                | ۲۸ فوریهٔ ۱۹۹۷ ‏(۲۸ سال)  | 1    | 0  | باشگاه فوتبال خرونینگن          |
|    |           |                             |                         |      |    |                                 |
|    | مهاجم     | رایان مندس                  | ۸ ژانویهٔ ۱۹۹۰ ‏(۳۵ سال)  | 72   | 16 | باشگاه فوتبال فاتح قره‌گمرک      |
|    | مهاجم     | گری رودریگز                 | ۲۷ نوامبر ۱۹۹۰ ‏(۳۴ سال) | 49   | 8  | باشگاه فوتبال آنکاراگوچو        |
|    | مهاجم     | ویلی سمدو                   | ۲۷ آوریل ۱۹۹۴ ‏(۳۰ سال)  | 20   | 0  | Omonia                          |
|    | مهاجم     | به‌به                        | ۱۲ ژوئیهٔ ۱۹۹۰ ‏(۳۴ سال)  | 18   | 6  | باشگاه فوتبال رایو وایکانو      |
|    | مهاجم     | Gilson Tavares Benchimol    | ۲۹ دسامبر ۲۰۰۱ ‏(۲۳ سال) | 12   | 4  | باشگاه فوتبال بنفیکا بی         |
|    | مهاجم     | ژووانی کابرال               | ۱۴ ژوئن ۱۹۹۸ ‏(۲۶ سال)   | 8    | 1  | باشگاه فوتبال سالرنیتانا        |
|    | مهاجم     | برایان تکسیرا               | ۱ سپتامبر ۲۰۰۰ ‏(۲۴ سال) | 5    | 0  | باشگاه فوتبال اشتورم گراتس      |

### دعوت‌شدگان اخیر
بازیکنان زیر در ۱۲ ماه گذشته به تیم ملی کیپ ورد دعوت شده‌اند.
| پست | نام بازیکن                     | تاریخ تولد (سن)          | بازی‌ | گل‌ | باشگاه                         | آخرین دعوت                              |
| --- | ------------------------------ | ------------------------ | ---- | -- | ------------------------------ | --------------------------------------- |
| دروازه‌بان | برونو وارلا                    | ۴ نوامبر ۱۹۹۴ ‏(۳۰ سال)   | 1    | 0  | باشگاه فوتبال ویتوریا گیماریش  | vs. جام ملت‌های آفریقا ۲۰۲۳ PRE          |
| دروازه‌بان | Tiago Gomes                    | ۱۴ اوت ۲۰۰۲ ‏(۲۲ سال)     | 0    | 0  | باشگاه فوتبال یونیون سن ژیلواز | vs. جام ملت‌های آفریقا ۲۰۲۳ PRE          |
| دروازه‌بان | Keven Ramos                    | ۶ ژوئن ۱۹۹۴ ‏(۳۰ سال)     | 1    | 0  | Batuque                        | vs. بورکینافاسو, ۱۸ ژوئن ۲۰۲۳           |
| |                                |                          |      |    |                                |                                         |
| مدافع | Ponck                          | ۱۳ ژانویهٔ ۱۹۹۵ ‏(۳۰ سال)  | 23   | 0  | باشگاه فوتبال موریرنز          | vs. جام ملت‌های آفریقا ۲۰۲۳ PRE          |
| مدافع | استیو فورتادو                  | ۲۲ نوامبر ۱۹۹۴ ‏(۳۰ سال)  | 16   | 0  | CSKA 1948                      | vs. جام ملت‌های آفریقا ۲۰۲۳ PRE          |
| مدافع | استیون فورتس                   | ۱۷ آوریل ۱۹۹۲ ‏(۳۲ سال)   | 13   | 0  | Rouen                          | vs. جام ملت‌های آفریقا ۲۰۲۳ PRE          |
| مدافع | Nica Panduru Morais Lopes      | ۲۹ نوامبر ۱۹۹۵ ‏(۲۹ سال)  | 2    | 0  | Boavista do Praia              | vs. جام ملت‌های آفریقا ۲۰۲۳ PRE          |
| مدافع | Kelvin Pires                   | ۵ ژوئن ۲۰۰۰ ‏(۲۴ سال)     | 2    | 0  | باشگاه ورزشی آ اس ترنچین       | vs. جام ملت‌های آفریقا ۲۰۲۳ PRE          |
| مدافع | Delmiro Nascimento             | ۱۹ اوت ۱۹۸۸ ‏(۳۶ سال)     | 1    | 0  | AEZ Zakakiou                   | vs. جام ملت‌های آفریقا ۲۰۲۳ PRE          |
| مدافع | Erik Nielson Duarte Boaventura | ۳۱ اکتبر ۱۹۹۶ ‏(۲۸ سال)   | 0    | 0  | Académica do Mindelo           | vs. جام ملت‌های آفریقا ۲۰۲۳ PRE          |
| مدافع | Sidny Lopes Cabral             | ۱۸ سپتامبر ۲۰۰۲ ‏(۲۲ سال) | 1    | 0  | باشگاه فوتبال قوت-وایس ارفورت  | vs. کومور, ۱۷ اکتبر ۲۰۲۳                |
| مدافع | Kristopher Da Graca            | ۱۶ ژانویهٔ ۱۹۹۸ ‏(۲۷ سال)  | 1    | 0  | باشگاه فوتبال هلسینکی          | vs. کومور, ۱۷ اکتبر ۲۰۲۳                |
| مدافع | Romario Carvalho               | ۲۰ نوامبر ۱۹۹۳ ‏(۳۱ سال)  | 0    | 0  | Oliveira do Hospital           | vs. توگو, ۱۰ سپتامبر ۲۰۲۳               |
| مدافع | ایوانیلدو فرناندس              | ۱ مارس ۱۹۹۶ ‏(۲۹ سال)     | 2    | 0  | باشگاه فوتبال الاتحاد کلبا     | vs. بورکینافاسو, ۱۸ ژوئن ۲۰۲۳           |
| |                                |                          |      |    |                                |                                         |
| هافبک | Hélder Tavares                 | ۲۶ دسامبر ۱۹۸۹ ‏(۳۵ سال)  | 14   | 0  | باشگاه فوتبال توندلا           | vs. جام ملت‌های آفریقا ۲۰۲۳ PRE          |
| هافبک | Leandro Andrade                | ۲۴ سپتامبر ۱۹۹۹ ‏(۲۵ سال) | 6    | 0  | باشگاه فوتبال قره‌باغ           | vs. جام ملت‌های آفریقا ۲۰۲۳ PRE          |
| هافبک | Vasco Lopes                    | ۲ سپتامبر ۱۹۹۰ ‏(۳۴ سال)  | 4    | 0  | AVS Futebol SAD                | vs. جام ملت‌های آفریقا ۲۰۲۳ PRE          |
| هافبک | Yannick Semedo                 | ۲۹ دسامبر ۱۹۹۵ ‏(۲۹ سال)  | 1    | 0  | باشگاه فوتبال سانتا کلارا      | vs. جام ملت‌های آفریقا ۲۰۲۳ PRE          |
| هافبک | David Tavares                  | ۱۸ مارس ۱۹۹۹ ‏(۲۶ سال)    | 4    | 0  | Torreense                      | vs. جام ملت‌های آفریقا ۲۰۲۳ PRE          |
| هافبک | Hildeberto Pereira             | ۲ مارس ۱۹۹۶ ‏(۲۹ سال)     | 1    | 0  | باشگاه فوتبال لویانگ لونگمن    | vs. جام ملت‌های آفریقا ۲۰۲۳ PRE          |
| هافبک | Bruno Freire                   | ۲۷ مارس ۱۹۹۹ ‏(۲۵ سال)    | 0    | 0  | باشگاه فوتبال اف۹۱ دودلانژ     | vs. جام ملت‌های آفریقا ۲۰۲۳ PRE          |
| هافبک | Diogo Mendes                   | ۲۴ ژانویهٔ ۱۹۹۸ ‏(۲۷ سال)  | 0    | 0  | باشگاه ورزشی ماریتیمو          | vs. جام ملت‌های آفریقا ۲۰۲۳ PRE          |
| هافبک | Joao Paulo Monteiro Soares     | ۱ دسامبر ۱۹۹۷ ‏(۲۷ سال)   | 0    | 0  | Palmeira                       | vs. جام ملت‌های آفریقا ۲۰۲۳ PRE          |
| هافبک | Telmo Arcanjo                  | ۲۱ ژوئن ۲۰۰۱ ‏(۲۳ سال)    | 4    | 0  | باشگاه فوتبال ویتوریا گیماریش  | vs. الگو:Country data ESW, ۲۸ مارس ۲۰۲۳ |
| |                                |                          |      |    |                                |                                         |
| مهاجم | Júlio Tavares                  | ۱۹ نوامبر ۱۹۸۸ ‏(۳۶ سال)  | 48   | 8  | باشگاه فوتبال الرائد           | vs. جام ملت‌های آفریقا ۲۰۲۳ PRE          |
| مهاجم | Djaniny                        | ۲۱ مارس ۱۹۹۱ ‏(۳۴ سال)    | 35   | 6  | باشگاه ورزشی الفتح             | vs. جام ملت‌های آفریقا ۲۰۲۳ PRE INJ      |
| مهاجم | Lisandro Semedo                | ۱۲ مارس ۱۹۹۶ ‏(۲۹ سال)    | 17   | 2  | Radomiak Radom                 | vs. جام ملت‌های آفریقا ۲۰۲۳ PRE          |
| مهاجم | Clé                            | ۱۲ دسامبر ۱۹۹۷ ‏(۲۷ سال)  | 5    | 1  | باشگاه فوتبال بلننسس           | vs. جام ملت‌های آفریقا ۲۰۲۳ PRE          |
| مهاجم | Duk                            | ۱۶ فوریهٔ ۲۰۰۰ ‏(۲۵ سال)   | 5    | 0  | باشگاه فوتبال آبردین           | vs. جام ملت‌های آفریقا ۲۰۲۳ PRE          |
| مهاجم | Patrick Fernandes              | ۱۳ دسامبر ۱۹۹۳ ‏(۳۱ سال)  | 4    | 0  | Torreense                      | vs. جام ملت‌های آفریقا ۲۰۲۳ PRE          |
| مهاجم | Hélio Varela                   | ۳ مهٔ ۲۰۰۲ ‏(۲۲ سال)       | 3    | 0  | باشگاه ورزشی پورتیموننزه       | vs. جام ملت‌های آفریقا ۲۰۲۳ DEC          |
| مهاجم | Papalélé                       | ۱۶ مارس ۱۹۹۸ ‏(۲۷ سال)    | 2    | 1  | Karviná                        | vs. جام ملت‌های آفریقا ۲۰۲۳ PRE          |
| مهاجم | Alessio da Cruz                | ۱۸ ژانویهٔ ۱۹۹۷ ‏(۲۸ سال)  | 1    | 0  | Unattached                     | vs. جام ملت‌های آفریقا ۲۰۲۳ PRE          |
| مهاجم | Serginho                       | ۲۹ ژانویهٔ ۲۰۰۱ ‏(۲۴ سال)  | 0    | 0  | باشگاه فوتبال ویبورگ           | vs. جام ملت‌های آفریقا ۲۰۲۳ PRE          |
| WD Player withdrew from the squad due to non-injury issue. INJ Player withdrew from the squad due to an injury. PRE Preliminary squad. RET Player has retired from international football. SUS Suspended from the national team. |                                |                          |      |    |                                |                                         |

|}

## رکوردها
تا تاریخ ۲۱ نوامبر ۲۰۲۳
Players in bold are still active with Cape Verde.

### بیشترین حضور

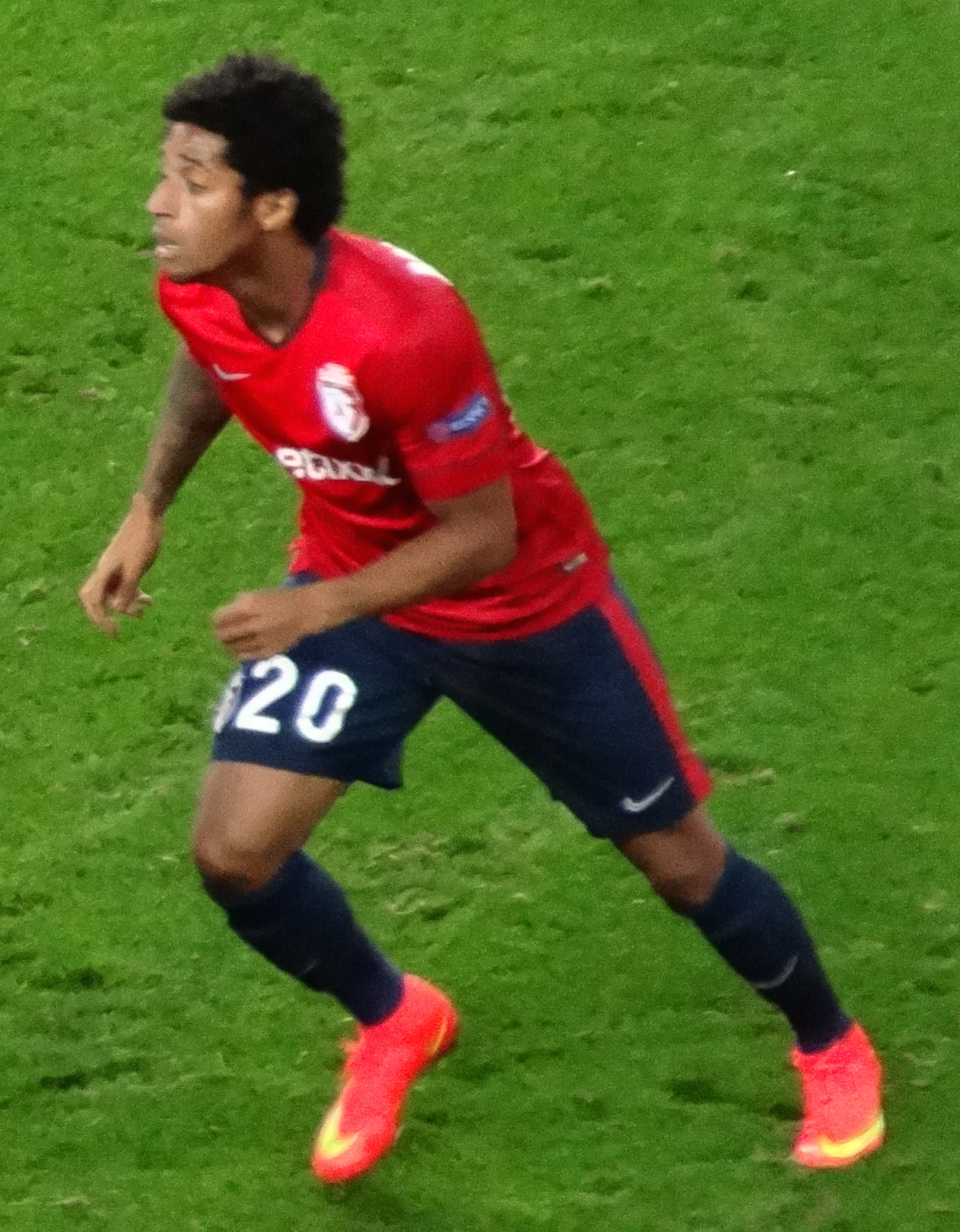
رایان مندس با ۶۹ بازی بیشترین حضور، در ترکیب کیپ ورد می‌باشد.

| Rank | بازیکن          | بازی‌ها | گل‌ها | Career     |
| ---- | --------------- | ------ | ---- | ---------- |
| ۱    | رایان مندس      | ۶۹     | ۱۵   | ۲۰۱۰–اکنون |
| ۲    | Vozinha         | ۶۶     | ۰    | ۲۰۱۲–اکنون |
| ۳    | بابانکو         | ۶۲     | ۵    | ۲۰۰۷–۲۰۱۹  |
| ۴    | استوپیرا        | ۵۸     | ۳    | ۲۰۰۷–اکنون |
| ۵    | الدون راموس     | ۵۲     | ۱۵   | ۲۰۰۸–۲۰۱۹  |
| ۵    | Marco Soares    | ۵۲     | ۳    | ۲۰۰۶–۲۰۲۱  |
| ۵    | Fernando Varela | ۵۲     | ۳    | ۲۰۰۸–۲۰۱۹  |
| ۸    | Júlio Tavares   | ۴۸     | ۸    | ۲۰۱۲–اکنون |
| ۹    | Lito            | ۴۷     | ۷    | ۲۰۰۲–۲۰۱۲  |
| ۱۰   | گری رودریگز     | ۴۶     | ۷    | ۲۰۱۳–اکنون |

### گلزنان برتر
| Rank | بازیکن                     | گل‌ها | بازی‌ها | نسبت | Career     |
| ---- | -------------------------- | ---- | ------ | ---- | ---------- |
| ۱    | الدون راموس                | ۱۵   | ۵۲     | ۰٫۲۹ | ۲۰۰۸–۲۰۱۹  |
| ۱    | رایان مندس                 | ۱۵   | ۶۹     | ۰٫۲۲ | ۲۰۱۰–اکنون |
| ۳    | Caló                       | ۱۱   | ۲۷     | ۰٫۴۱ | ۱۹۹۵–۲۰۰۷  |
| ۴    | Júlio Tavares              | ۸    | ۴۸     | ۰٫۱۷ | ۲۰۱۲–اکنون |
| ۵    | گری رودریگز                | ۷    | ۴۳     | ۰٫۱۶ | ۲۰۱۳–اکنون |
| ۵    | Lito                       | ۷    | ۴۷     | ۰٫۱۵ | ۲۰۰۲–۲۰۱۲  |
| ۷    | Djaniny                    | ۶    | ۳۵     | ۰٫۱۷ | ۲۰۱۲–اکنون |
| ۸    | Toni                       | ۵    | ۱۱     | ۰٫۴۵ | ۲۰۰۰–۲۰۰۲  |
| ۸    | Cafú                       | ۵    | ۱۵     | ۰٫۳۳ | ۲۰۰۳–۲۰۰۷  |
| ۸    | به‌به                       | ۵    | ۱۶     | ۰٫۳۱ | ۲۰۲۲–اکنون |
| ۸    | ادواردو فرناندو پریرا گومز | ۵    | ۲۳     | ۰٫۲۲ | ۲۰۰۵–۲۰۱۲  |
| ۸    | Odaïr Fortes               | ۵    | ۲۹     | ۰٫۱۷ | ۲۰۱۰–۲۰۱۶  |
| ۸    | بابانکو                    | ۵    | ۶۲     | ۰٫۰۸ | ۲۰۰۷–۲۰۱۹  |

## رکورد رقابتی

### جام جهانی فیفا
| جام جهانی فوتبال ۱۹۳۰ تا جام جهانی فوتبال ۱۹۷۴ | بخشی از پرتغال   | بخشی از پرتغال   | بخشی از پرتغال   | بخشی از پرتغال   | بخشی از پرتغال   | بخشی از پرتغال   | بخشی از پرتغال   | بخشی از پرتغال   | بخشی از پرتغال   | بخشی از پرتغال   | بخشی از پرتغال   | بخشی از پرتغال   | بخشی از پرتغال   | بخشی از پرتغال   |
| جام جهانی فوتبال ۱۹۷۸ تا جام جهانی فوتبال ۱۹۸۲ | عضو فیفا نبود    | عضو فیفا نبود    | عضو فیفا نبود    | عضو فیفا نبود    | عضو فیفا نبود    | عضو فیفا نبود    | عضو فیفا نبود    | عضو فیفا نبود    | عضو فیفا نبود    | عضو فیفا نبود    | عضو فیفا نبود    | عضو فیفا نبود    | عضو فیفا نبود    | عضو فیفا نبود    |
| جام جهانی فوتبال ۱۹۸۶ تا جام جهانی فوتبال ۱۹۹۸ | حضور نداشت       | حضور نداشت       | حضور نداشت       | حضور نداشت       | حضور نداشت       | حضور نداشت       | حضور نداشت       | حضور نداشت       | حضور نداشت       | حضور نداشت       | حضور نداشت       | حضور نداشت       | حضور نداشت       | حضور نداشت       |
| جام جهانی فوتبال ۲۰۰۲                          | راه نیافت        | راه نیافت        | راه نیافت        | راه نیافت        | راه نیافت        | راه نیافت        | راه نیافت        | راه نیافت        | ۲                | ۰                | ۱                | ۱                | ۰                | ۲                |
| جام جهانی فوتبال ۲۰۰۶                          | راه نیافت        | راه نیافت        | راه نیافت        | راه نیافت        | راه نیافت        | راه نیافت        | راه نیافت        | راه نیافت        | ۱۲               | ۴                | ۲                | ۶                | ۱۲               | ۱۶               |
| جام جهانی فوتبال ۲۰۱۰                          | راه نیافت        | راه نیافت        | راه نیافت        | راه نیافت        | راه نیافت        | راه نیافت        | راه نیافت        | راه نیافت        | ۶                | ۳                | ۰                | ۳                | ۷                | ۸                |
| جام جهانی فوتبال ۲۰۱۴                          | راه نیافت        | راه نیافت        | راه نیافت        | راه نیافت        | راه نیافت        | راه نیافت        | راه نیافت        | راه نیافت        | ۶                | ۳                | ۰                | ۳                | ۹                | ۷                |
| جام جهانی فوتبال ۲۰۱۸                          | راه نیافت        | راه نیافت        | راه نیافت        | راه نیافت        | راه نیافت        | راه نیافت        | راه نیافت        | راه نیافت        | ۸                | ۳                | ۰                | ۵                | ۶                | ۱۳               |
| جام جهانی فوتبال ۲۰۲۲                          | راه نیافت        | راه نیافت        | راه نیافت        | راه نیافت        | راه نیافت        | راه نیافت        | راه نیافت        | راه نیافت        | ۶                | ۳                | ۲                | ۱                | ۸                | ۶                |
| جام جهانی فوتبال ۲۰۲۶                          | To be determined | To be determined | To be determined | To be determined | To be determined | To be determined | To be determined | To be determined | ۱                | ۰                | ۱                | ۰                | ۰                | ۰                |
| جام جهانی فوتبال ۲۰۳۰                          | To be determined | To be determined | To be determined | To be determined | To be determined | To be determined | To be determined | To be determined | To be determined | To be determined | To be determined | To be determined | To be determined | To be determined |
| جام جهانی فوتبال ۲۰۳۴                          | To be determined | To be determined | To be determined | To be determined | To be determined | To be determined | To be determined | To be determined | To be determined | To be determined | To be determined | To be determined | To be determined | To be determined |
| مجموع                                          | —                | ۰/۲۵             | ۰                | ۰                | ۰                | ۰                | ۰                | ۰                | ۴۱               | ۱۶               | ۶                | ۱۹               | ۴۲               | ۵۲               |

### جام ملت‌های آفریقا
| جام ملت‌های آفریقا ۱۹۵۷ | بخشی از پرتغال   | بخشی از پرتغال   | بخشی از پرتغال   | بخشی از پرتغال   | بخشی از پرتغال   | بخشی از پرتغال   | بخشی از پرتغال   | بخشی از پرتغال   | بخشی از پرتغال                      |
| جام ملت‌های آفریقا ۱۹۵۹ | بخشی از پرتغال   | بخشی از پرتغال   | بخشی از پرتغال   | بخشی از پرتغال   | بخشی از پرتغال   | بخشی از پرتغال   | بخشی از پرتغال   | بخشی از پرتغال   | بخشی از پرتغال                      |
| جام ملت‌های آفریقا ۱۹۶۲ | بخشی از پرتغال   | بخشی از پرتغال   | بخشی از پرتغال   | بخشی از پرتغال   | بخشی از پرتغال   | بخشی از پرتغال   | بخشی از پرتغال   | بخشی از پرتغال   | بخشی از پرتغال                      |
| جام ملت‌های آفریقا ۱۹۶۳ | بخشی از پرتغال   | بخشی از پرتغال   | بخشی از پرتغال   | بخشی از پرتغال   | بخشی از پرتغال   | بخشی از پرتغال   | بخشی از پرتغال   | بخشی از پرتغال   | بخشی از پرتغال                      |
| جام ملت‌های آفریقا ۱۹۶۵ | بخشی از پرتغال   | بخشی از پرتغال   | بخشی از پرتغال   | بخشی از پرتغال   | بخشی از پرتغال   | بخشی از پرتغال   | بخشی از پرتغال   | بخشی از پرتغال   | بخشی از پرتغال                      |
| جام ملت‌های آفریقا ۱۹۶۸ | بخشی از پرتغال   | بخشی از پرتغال   | بخشی از پرتغال   | بخشی از پرتغال   | بخشی از پرتغال   | بخشی از پرتغال   | بخشی از پرتغال   | بخشی از پرتغال   | بخشی از پرتغال                      |
| جام ملت‌های آفریقا ۱۹۷۰ | بخشی از پرتغال   | بخشی از پرتغال   | بخشی از پرتغال   | بخشی از پرتغال   | بخشی از پرتغال   | بخشی از پرتغال   | بخشی از پرتغال   | بخشی از پرتغال   | بخشی از پرتغال                      |
| جام ملت‌های آفریقا ۱۹۷۲ | بخشی از پرتغال   | بخشی از پرتغال   | بخشی از پرتغال   | بخشی از پرتغال   | بخشی از پرتغال   | بخشی از پرتغال   | بخشی از پرتغال   | بخشی از پرتغال   | بخشی از پرتغال                      |
| جام ملت‌های آفریقا ۱۹۷۴ | بخشی از پرتغال   | بخشی از پرتغال   | بخشی از پرتغال   | بخشی از پرتغال   | بخشی از پرتغال   | بخشی از پرتغال   | بخشی از پرتغال   | بخشی از پرتغال   | بخشی از پرتغال                      |
| جام ملت‌های آفریقا ۱۹۷۶ | عضو سی‌ای‌اف نبود  | عضو سی‌ای‌اف نبود  | عضو سی‌ای‌اف نبود  | عضو سی‌ای‌اف نبود  | عضو سی‌ای‌اف نبود  | عضو سی‌ای‌اف نبود  | عضو سی‌ای‌اف نبود  | عضو سی‌ای‌اف نبود  | عضو سی‌ای‌اف نبود                     |
| جام ملت‌های آفریقا ۱۹۷۸ | عضو سی‌ای‌اف نبود  | عضو سی‌ای‌اف نبود  | عضو سی‌ای‌اف نبود  | عضو سی‌ای‌اف نبود  | عضو سی‌ای‌اف نبود  | عضو سی‌ای‌اف نبود  | عضو سی‌ای‌اف نبود  | عضو سی‌ای‌اف نبود  | عضو سی‌ای‌اف نبود                     |
| جام ملت‌های آفریقا ۱۹۸۰ | عضو سی‌ای‌اف نبود  | عضو سی‌ای‌اف نبود  | عضو سی‌ای‌اف نبود  | عضو سی‌ای‌اف نبود  | عضو سی‌ای‌اف نبود  | عضو سی‌ای‌اف نبود  | عضو سی‌ای‌اف نبود  | عضو سی‌ای‌اف نبود  | عضو سی‌ای‌اف نبود                     |
| جام ملت‌های آفریقا ۱۹۸۲ | عضو سی‌ای‌اف نبود  | عضو سی‌ای‌اف نبود  | عضو سی‌ای‌اف نبود  | عضو سی‌ای‌اف نبود  | عضو سی‌ای‌اف نبود  | عضو سی‌ای‌اف نبود  | عضو سی‌ای‌اف نبود  | عضو سی‌ای‌اف نبود  | عضو سی‌ای‌اف نبود                     |
| جام ملت‌های آفریقا ۱۹۸۴ | عضو سی‌ای‌اف نبود  | عضو سی‌ای‌اف نبود  | عضو سی‌ای‌اف نبود  | عضو سی‌ای‌اف نبود  | عضو سی‌ای‌اف نبود  | عضو سی‌ای‌اف نبود  | عضو سی‌ای‌اف نبود  | عضو سی‌ای‌اف نبود  | عضو سی‌ای‌اف نبود                     |
| جام ملت‌های آفریقا ۱۹۸۶ | عضو سی‌ای‌اف نبود  | عضو سی‌ای‌اف نبود  | عضو سی‌ای‌اف نبود  | عضو سی‌ای‌اف نبود  | عضو سی‌ای‌اف نبود  | عضو سی‌ای‌اف نبود  | عضو سی‌ای‌اف نبود  | عضو سی‌ای‌اف نبود  | عضو سی‌ای‌اف نبود                     |
| جام ملت‌های آفریقا ۱۹۸۸ | عضو سی‌ای‌اف نبود  | عضو سی‌ای‌اف نبود  | عضو سی‌ای‌اف نبود  | عضو سی‌ای‌اف نبود  | عضو سی‌ای‌اف نبود  | عضو سی‌ای‌اف نبود  | عضو سی‌ای‌اف نبود  | عضو سی‌ای‌اف نبود  | عضو سی‌ای‌اف نبود                     |
| جام ملت‌های آفریقا ۱۹۹۰ | عضو سی‌ای‌اف نبود  | عضو سی‌ای‌اف نبود  | عضو سی‌ای‌اف نبود  | عضو سی‌ای‌اف نبود  | عضو سی‌ای‌اف نبود  | عضو سی‌ای‌اف نبود  | عضو سی‌ای‌اف نبود  | عضو سی‌ای‌اف نبود  | عضو سی‌ای‌اف نبود                     |
| جام ملت‌های آفریقا ۱۹۹۲ | عضو سی‌ای‌اف نبود  | عضو سی‌ای‌اف نبود  | عضو سی‌ای‌اف نبود  | عضو سی‌ای‌اف نبود  | عضو سی‌ای‌اف نبود  | عضو سی‌ای‌اف نبود  | عضو سی‌ای‌اف نبود  | عضو سی‌ای‌اف نبود  | عضو سی‌ای‌اف نبود                     |
| جام ملت‌های آفریقا ۱۹۹۴ | راه نیافت        | راه نیافت        | راه نیافت        | راه نیافت        | راه نیافت        | راه نیافت        | راه نیافت        | راه نیافت        | راه نیافت                           |
| جام ملت‌های آفریقا ۱۹۹۶ | Withdrew         | Withdrew         | Withdrew         | Withdrew         | Withdrew         | Withdrew         | Withdrew         | Withdrew         | Withdrew                            |
| جام ملت‌های آفریقا ۱۹۹۸ | حضور نداشت       | حضور نداشت       | حضور نداشت       | حضور نداشت       | حضور نداشت       | حضور نداشت       | حضور نداشت       | حضور نداشت       | حضور نداشت                          |
| جام ملت‌های آفریقا ۲۰۰۰ | راه نیافت        | راه نیافت        | راه نیافت        | راه نیافت        | راه نیافت        | راه نیافت        | راه نیافت        | راه نیافت        | راه نیافت                           |
| جام ملت‌های آفریقا ۲۰۰۲ | راه نیافت        | راه نیافت        | راه نیافت        | راه نیافت        | راه نیافت        | راه نیافت        | راه نیافت        | راه نیافت        | راه نیافت                           |
| جام ملت‌های آفریقا ۲۰۰۴ | راه نیافت        | راه نیافت        | راه نیافت        | راه نیافت        | راه نیافت        | راه نیافت        | راه نیافت        | راه نیافت        | راه نیافت                           |
| جام ملت‌های آفریقا ۲۰۰۶ | راه نیافت        | راه نیافت        | راه نیافت        | راه نیافت        | راه نیافت        | راه نیافت        | راه نیافت        | راه نیافت        | راه نیافت                           |
| جام ملت‌های آفریقا ۲۰۰۸ | راه نیافت        | راه نیافت        | راه نیافت        | راه نیافت        | راه نیافت        | راه نیافت        | راه نیافت        | راه نیافت        | راه نیافت                           |
| جام ملت‌های آفریقا ۲۰۱۰ | راه نیافت        | راه نیافت        | راه نیافت        | راه نیافت        | راه نیافت        | راه نیافت        | راه نیافت        | راه نیافت        | راه نیافت                           |
| جام ملت‌های آفریقا ۲۰۱۲ | راه نیافت        | راه نیافت        | راه نیافت        | راه نیافت        | راه نیافت        | راه نیافت        | راه نیافت        | راه نیافت        | راه نیافت                           |
| جام ملت‌های آفریقا ۲۰۱۳ | یک‌چهارم نهایی    | ۷ام              | 4                | 1                | 2                | 1                | 3                | 4                | Squad                               |
| جام ملت‌های آفریقا ۲۰۱۵ | Group stage      | ۱۱ام             | ۳                | ۰                | ۳                | ۰                | ۱                | ۱                | ترکیب تیم‌های جام ملت‌های آفریقا ۲۰۱۵ |
| جام ملت‌های آفریقا ۲۰۱۷ | راه نیافت        | راه نیافت        | راه نیافت        | راه نیافت        | راه نیافت        | راه نیافت        | راه نیافت        | راه نیافت        | راه نیافت                           |
| جام ملت‌های آفریقا ۲۰۱۹ | راه نیافت        | راه نیافت        | راه نیافت        | راه نیافت        | راه نیافت        | راه نیافت        | راه نیافت        | راه نیافت        | راه نیافت                           |
| جام ملت‌های آفریقا ۲۰۲۱ | دور یک‌شانزدهم    | ۱۵ام             | 4                | 1                | 1                | 2                | 2                | 4                | Squad                               |
| جام ملت‌های آفریقا ۲۰۲۳ | راه یافته        | راه یافته        | راه یافته        | راه یافته        | راه یافته        | راه یافته        | راه یافته        | راه یافته        | راه یافته                           |
| 2025                   | To be determined | To be determined | To be determined | To be determined | To be determined | To be determined | To be determined | To be determined | To be determined                    |
| 2027                   | To be determined | To be determined | To be determined | To be determined | To be determined | To be determined | To be determined | To be determined | To be determined                    |
| مجموع                  | یک‌چهارم نهایی    | ۴/۳۶             | ۱۱               | ۲                | ۶                | ۳                | ۶                | ۹                | —                                   |